# Яганка
Яга́нка (рос. Яганка) — річка в Удмуртії, Росія, ліва притока річки Іж. Протікає територією Малопургинського району.
Річка починається за 3 км на південний схід від села Яган-Док'я. Протікає спочатку на північний захід, потім повертає захід. Впадає до Іжа навпроти села Пугачово. Береги заліснені, верхня течія пересихає влітку. Приймає декілька приток, найбільша з яких права притока Чутожмунка.
Над річкою розташоване лише село Яган-Док'я.